# Дроздов, Владимир Николаевич
Владимир Николаевич Дроздов (1882—1960) — российский и американский пианист и композитор, автор фортепьянных произведений, в том числе трех сонат; соучредитель Пушкинского общества Америки.

## Биография
Родился 25 мая 1882 года в Саратове в семье Николая Васильевича Дроздова (пианист и композитор) и Ольги Александровны Балмашевой-Дроздовой (учитель музыки в Саратовском музыкальном училище). Был старшим ребёнком из трёх сыновей, ставших музыкантами.
Общее образование получил в Саратовском реальном училище, музыке учился в Саратовском музыкальном училище (ныне Саратовская консерватория) и в Петербургской консерватории, где обучался по классу фортепиано — у Анны Есиповой и композиции — у Николая Римского-Корсакова. Позже совершенствовался у Т. Лешетицкого в Вене.
Владимир Дроздов концертировал в России и за рубежом. С 1907 года был преподавателем (в 1914—1917 годах — профессор) Петроградской консерватории. С 1923 года жил за рубежом, осел в США, где концертировал и преподавал в собственной студии в Нью-Йорке.
Умер 11 марта 1960 года в Нью-Йорке. Оригинальные рукописи композитора находятся в Научной библиотеке Санкт-Петербургской консерватории и в личной коллекции семьи.
Был женат на Анне Дроздовой, талантливой выпускнице Санкт-Петербургской консерватории. Их дети — дочь Наталья и сын Павел, обучались музыке в студии отца. Выступали с концертами как вместе, так и индивидуально.